# Den Store Manddrukning
Den Store Manddrukning var en stormflod, der ramte Vadehavet natten til den 16. januar 1362. Det skønnes, at flere tusinde mennesker mistede livet. Stormfloden er den ældst dokumenterede stormflodskatastrofe, man kender i den danske del af Vadehavet.
Store landområder forsvandt i havet, blandt andet den berømte nordfrisiske handelsby Rungholt i Edoms Herred. Overlevende begyndte at bygge diger med det formål at holde vinterens stormfloder ude, hvor tidligere diger mest havde til formål at beskytte afgrøderne mod det salte havvand.
Mange af de nuværende øer ved den sønderjyske vestkyst opstod i denne nat, ligesom friserøen Strand. I dag er øen delt op i øerne Nordstrand, Nordstrand Mor og Pelvorm.